# Résolution 320 du Conseil de sécurité des Nations unies
Membres permanents
- Chine
- États-Unis
- France
- Royaume-Uni
- URSS

Membres non permanents
- Argentine
- Belgique
- Guinée
- Inde
- Italie
- Japon
- Panama
- Somalie
- Soudan
- Yougoslavie

Résolution no 319 Résolution no 321
La résolution 320 du Conseil de sécurité des Nations unies est adoptée à 13 voix et 2 abstentions lors de la 1 666e séance du Conseil de sécurité des Nations unies le 29 septembre 1972, après avoir réaffirmé les résolutions précédentes, le Conseil a exprimé sa préoccupation quant au fait que, malgré les résolutions précédentes, plusieurs États violaient secrètement et ouvertement les sanctions sur la Rhodésie du Sud. Le Conseil a demandé que le comité créé par la résolution 253 examine le type de mesures à prendre « compte tenu du refus ouvert et persistant de l'Afrique du Sud et du Portugal d'appliquer les sanctions » et a demandé que le rapport soit présenté au plus tard le 31 janvier 1973.
La résolution a été adoptée par 13 voix contre zéro ; le Royaume-Uni et les États-Unis se sont abstenus.

### Sources
- (en) Cet article est partiellement ou en totalité issu de l’article de Wikipédia en anglais intitulé « United Nations Security Council Resolution 320 » (voir la liste des auteurs).

### Texte
- Résolution 320 sur fr.wikisource.org
- Résolution 320 sur en.wikisource.org